# Another Time, Another Place
«Another Time, Another Place» es la novena canción del disco de debut de U2, Boy (1980).

## En directo
- Tocada por primera vez en febrero de 1979 en los estudios Eamon Andrews, Dublín, Irlanda.
- Tocada por última vez el 14 de mayo de 1982 en el "'T Heem", Hattem, Holanda.

Esta canción ha sido interpretada en directo al menos 109 veces.